# Mustoja, Lääne-Virumaa
Mustoja är ett vattendrag i Estland.   Det ligger i landskapet Lääne-Virumaa, i den norra delen av landet, cirka 80 kilometer öster om huvudstaden Tallinn.
Årsmedeltemperaturen i trakten är 4 °C. Den varmaste månaden är augusti, då medeltemperaturen är 16 °C, och den kallaste är februari, med −5 °C.